# Araneus subumbrosus
Araneus subumbrosus là một loài nhện trong họ Araneidae.
Loài này thuộc chi Araneus. Araneus subumbrosus được Carl Friedrich Roewer miêu tả năm 1961.